# سطح اطمینان استریل
سطح اطمینان در سترون‌سازی یا به اختصار SAL(از سرنام Sterility Assurance Level)در میکروبیولوژی برای توصیف احتمال غیراستریل ماندن یک واحد(اعم از وسیله، قطعه یا ماده) پس از فرایند سترون‌سازی و استریلیزاسیون است. تولیدکنندگان تجهیزات پزشکی طراحی فرایندهای استریلیزاسیون را برای سطوح بسیار پایین(یک در یک میلیون) غیراستریل ماندن تعریف کرده و استانداردسازی می‌کنند. بعبارت دیگر در تعریف این ضریب، به‌طور فرضی طوری برنامه‌ریزی می‌شود که طبق آن باید از هر یک‌میلیون ذرهٔ تحت فرایند استریلیزاسیون، تنها یک ذرهٔ غیر استریل باقی بماند.
توجه به این نکته ضروری است که در میکروبیولوژی غیرممکن است ثابت شود که همه میکروارگانیزم‌ها نابود شده‌اند زیرا اولاً ممکن است غیرقابل کشف بودنشان تنها به دلیل این باشد که لحظه آزمون در محیط مناسب فعالیت نباشند و دوماً ممکن است شامل میکروارگانیزم‌های کشف نشده باشند، بنابراین در این شرایط از ضریب احتمالی SAL (یا احتمال غیراستریل ماندن یک ذره) استفاده می‌شود.

## واژگان فنی
با دید ریاضی، SAL با نمایش احتمال اعداد بسیار کوچک  و بنابراین به صورت نما و توان منفی{\displaystyle {SAL.}10^{-6}} بیان شده و با تصاعد لگاریتمی می‌توان به میزان نزدیک به صفر هم رسید. اما در عمل برای وسایل حساس مثل ایمپلنت‌ها و پلاکهایی که درون بدن جای خواهند گرفت٬ باید از روش تکرار استفاده نمود بدین معنی که عمل استریلیزاسیون چندبار متناوب باید صورت گیرد که بتوان از استریل بودن آن اطمینان مطلوب را دریافت نمود.